# Vuilleminia subglobispora
Vuilleminia subglobispora är en svampart som beskrevs av Hallenb. & Hjortstam 1996. Vuilleminia subglobispora ingår i släktet Vuilleminia och familjen Corticiaceae.   Inga underarter finns listade i Catalogue of Life.